# Chad Hurley
Chad Hurley (født 24. januar 1977) grundlægger og tidligere administrerende direktør af Youtube.